# Havana (Florida)
Havana és una població dels Estats Units a l'estat de Florida. Segons el cens del 2000 tenia 1.713 habitants.

## Demografia
Segons el cens del 2000, Havana tenia 1.713 habitants, 700 habitatges, i 471 famílies. La densitat de població era de 355,6 habitants/km².
Dels 700 habitatges en un 26,7% hi vivien nens de menys de 18 anys, en un 41,1% hi vivien parelles casades, en un 20,6% dones solteres, i en un 32,6% no eren unitats familiars. En el 28,1% dels habitatges hi vivien persones soles el 14,9% de les quals corresponia a persones de 65 anys o més que vivien soles. El nombre mitjà de persones vivint en cada habitatge era de 2,43 i el nombre mitjà de persones que vivien en cada família era de 2,96.
Per edats la població es repartia de la següent manera: un 22,9% tenia menys de 18 anys, un 8,5% entre 18 i 24, un 25,3% entre 25 i 44, un 25,2% de 45 a 60 i un 18,2% 65 anys o més.
L'edat mediana era de 40 anys. Per cada 100 dones de 18 o més anys hi havia 79,5 homes.
La renda mediana per habitatge era de 27.344 $ i la renda mediana per família de 38.487 $. Els homes tenien una renda mediana de 25.000 $ mentre que les dones 19.958 $. La renda per capita de la població era de 18.481 $. Entorn de l'11,1% de les famílies i el 16,3% de la població estaven per davall del llindar de pobresa.

## Poblacions més properes
El següent diagrama mostra les poblacions més properes.